# Tierras altas de Guayana
Las Tierras altas de Guayana forman un macizo de montañas y altiplanos que comprenden las mayores elevaciones del escudo guayanés, uno de los tres cratones de la placa sudamericana. Esta formación geológica da cabida a las montañas planas llamadas tepui; del mismo modo, en las Tierras altas de Guayana se encuentran algunas de las cascadas más conocidas del mundo, como el Salto del Ángel, las cataratas Kaieteur y el salto Cuquenán.

## Geografía
Las zonas más altas del escudo guayanés se ubican entre el sur del río Orinoco y el norte del Amazonas. Cubren la mitad de Venezuela, casi la totalidad de Las Guayanas, la zona norte de Brasil y el sureste de Colombia, en un área de 1 776 046 km².

## Geología

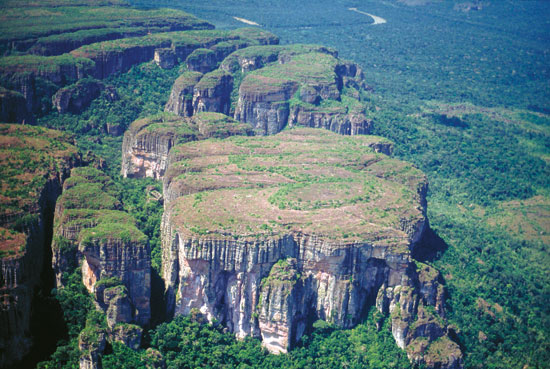
Vista de la sierra de Chiribiquete (Colombia), situada en la zona este del macizo.

El escudo guayanés es una formación precámbrica con 1700 millones de años de antigüedad cuyas mayores elevaciones se conocen como tierras altas de Guayana, geológicamente similar a la Meseta brasileña. Esta región consta de metasedimentos y rocas metavolcánicas cubiertas por capas horizontales de areniscas, cuarcitas, lutitas y conglomerados. El terreno comprende una combinación de tres elementos: una base montañosa de formaciones onduladas que no superan los 300 m, sierras bajas cerca de los ríos de hasta 900 m y mesetas tabulares —los llamados tepui— rematadas con arenisca. Las vastas mesetas que cubren estas tierras altas se superponen unas con otras creando un paisaje escarpado. Estas formaciones se componen de rocas cristalinas antiguas, con capas superpuestas de lava y arenisca geológicamente recientes.
Una deformación estructural que subyace a la cuenca del Amazonas separa el escudo guayanés del brasileño. Esta división principal tiene entre 300 y 1000 km de ancho (de norte a sur) y presenta sedimentos de hasta 7000 m de profundidad. Al sur del esta división se extiende la mayor de las dos subunidades de la plataforma amazónica, el escudo brasileño, cuyas tierras altas delimitan la cuenca hidrográfica meridional del río Amazonas, con afluentes como los ríos Tocantins, Tapajós y Xingú, así como las cabeceras noroccidentales del río Paraná, que fluye hacia el sur. El escudo de Guayana, la subunidad más pequeña y más septentrional de la plataforma amazónica, se alarga de este a oeste y con una forma ovalada. Desde su margen oriental a lo largo de la costa atlántica, se extiende hasta el sureste de Colombia a 2000 km de distancia. La elevación promedio del macizo es de aproximadamente 270 metros sobre el nivel del mar, pero las formaciones más elevadas que constituyen las Tierras altas a menudo exceden los 2000 metros, particularmente cerca de Venezuela.
La frontera con Brasil es una región de gran altitud concentrada en un terreno conocido como Pantepui. La región se inclina suavemente hacia el norte, pero cuenta con una llamativa zona escarpada hacia el sur, en el límite a lo largo de la frontera entre Venezuela y Brasil. Las crestas a lo largo de
esta frontera comprenden la sierra de Pacaraima y Parima, que se extienden unos 800 km y rara vez descienden por debajo de los 1000 m. Estas cordilleras tienen su origen oriental en el monte Roraima entre Guyana, Brasil y Venezuela, y su término occidental en la sierra Neblina.

### Zonas

Escudo guyanés.

Se pueden distinguir tres áreas consideradas tierras altas en el escudo de Guayana:
- Las Tierras altas de Guayana propiamente dichas se encuentran en Venezuela, al este del río Orinoco. Se extienden a lo largo de gran parte del centro y el oeste de Guyana y hacia el norte del estado de Roraima en Brasil.
- Las Tierras altas de Tumucumaque, una serie de macizos centrales dispuestos en un arco desde las montañas Wilhelmina del centro-sur de Surinam, a lo largo del límite sur de este y Guyana, formando los Montes Acaraí del estado de Roraima y la sierra de Tumucumaque de los estados brasileños de Pará y Amapá. Desde este arco, las tierras altas del sur descienden suavemente hacia el río Amazonas y las del norte pierden elevación suavemente hacia el Océano Atlántico.
- La sierra de Chiribiquete es una meseta cubierta de arenisca con una elevación de 900 m que forma el borde occidental del escudo. La meseta está separada de los Andes orientales por los gruesos sedimentos neógenos de la depresión subandina que corre a lo largo de las fronteras del norte y oeste del escudo guayanés.

## Hidrografía

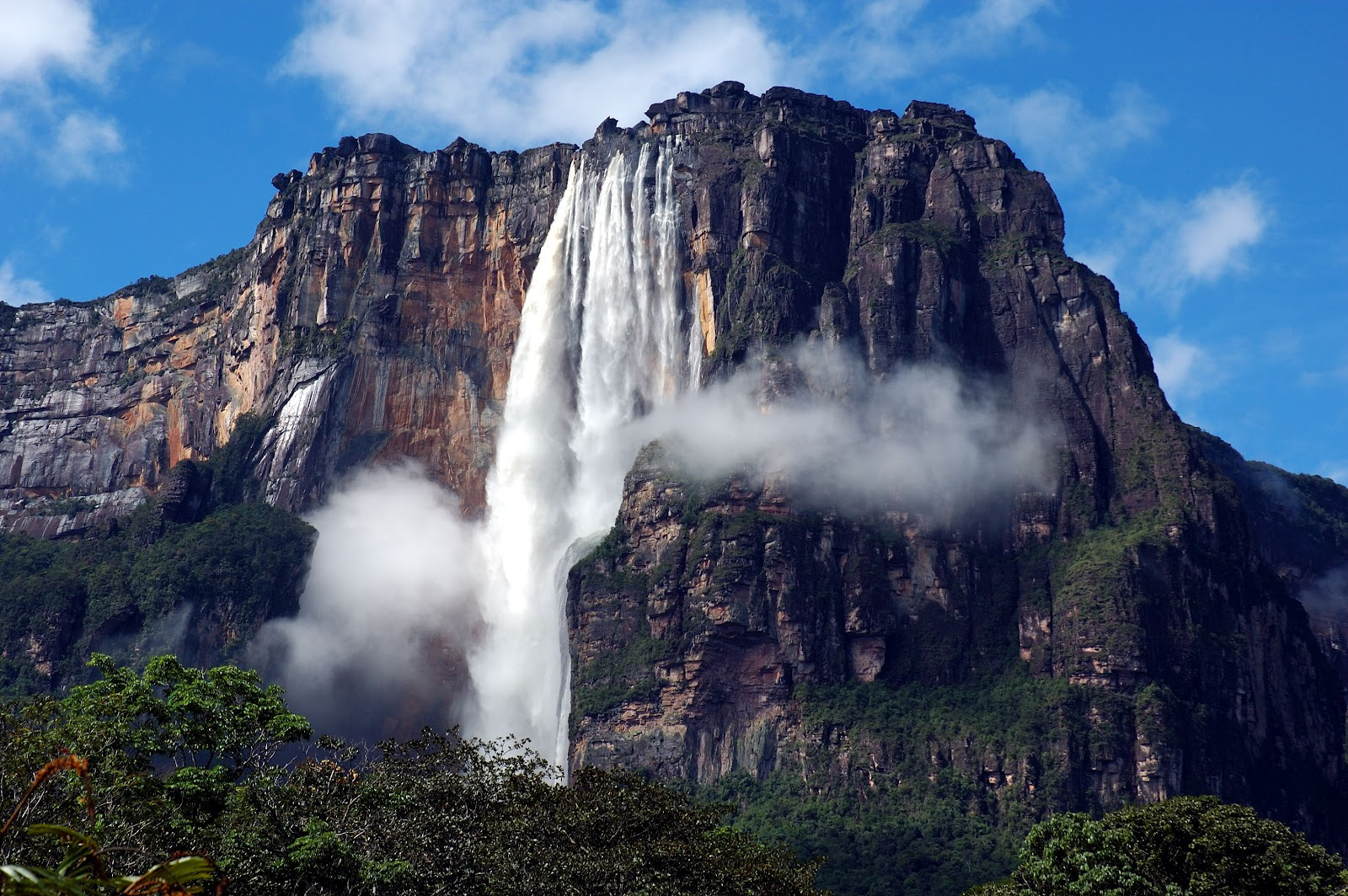
El Salto del Ángel (Venezuela) se origina en las Tierras altas del escudo.

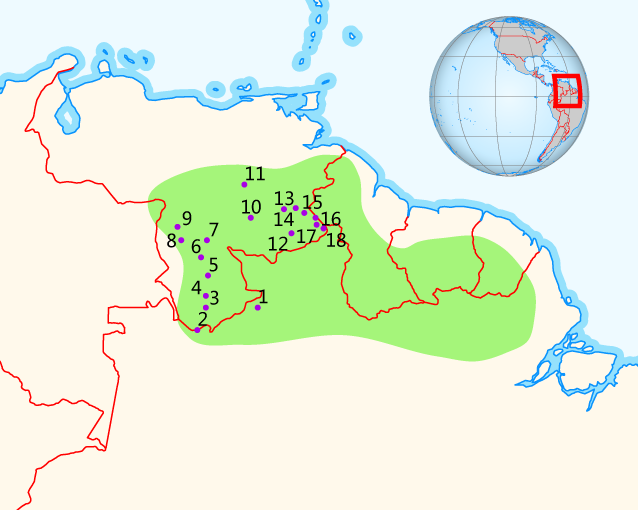
Mapa de las cumbres más altas de la zona: 1. Pico Rondón, 2. Monte Neblina, 3. Cerro Avispa, 4. Cerro Aracamuni, 5. Cerro Duida, 6. Cerro Huachamacare, 7. Serranáa Quinigua, 8. Cerro Yumari, 9. Cerro Sipapo, 10. Cerro Chanaro, 11. Cerro Turagua, 12. Macizo Chimanta, 13. tepui Auyan, 14. Los Testigos, 15. tepui Ptari, 16. tepuis Ilu y Tramen, 17. tepui Kukenán, 18. Monte Roraima.

Los abruptos acantilados de las mesetas junto a las elevadas precipitaciones que alimentan a los ríos que nacen en este sistema dan pie a numerosos saltos de agua. Entre estos destaca el Salto del Ángel, la cascada más alta del mundo con 979 m, que cae desde el tepuy Auyantepui sobre un afluente del río Caroní.
Durante el periodo Aptiense comenzó a formarse el río Amazonas, que separa las Tierras altas de Guayana de las brasileñas. Durante este proceso se abrió una vía marítima en el Atlántico Sur, un antecesor paleofluvial del Amazonas Oriental, que drenó los escudos del sureste de Guayana y el noreste de Brasil a través de una boca aproximadamente coincidente con su delta moderno. En el periodo Mioceno tardío, el levantamiento andino cambió la pendiente predominante de la cuenca hacia el este y provocó que los cursos de agua derivados de los Andes expandieran enormemente la cuenca hidrográfica del proto-Amazonas hacia el oeste. Las regiones que se unieron a la cuenca del Amazonas incluyeron vastas franjas de la moderna cuenca amazónica occidental y suroccidental. Los nuevos afluentes del norte incluyeron drenajes del oeste del escudo guayanés como el Caquetá y el alto río Negro.
Se cree que el nombre «Guayana» deriva de una palabra amerindia que significa «agua» o «muchas aguas». Hasta 47 ríos medianos y grandes drenan el área de escudo guayanés, incluyendo los ríos Negro, Orinoco, Esequibo, Trombetas, Caquetá, Jatapu, Maroni y el Corentín. La descarga de los ríos que drenan o atraviesan el macizo de Guayana totaliza un promedio estimado de 2792 km³ por año, lo que equivale a aproximadamente una cuarta parte del volumen total del agua dulce que llega a los océanos en América del Sur. Este volumen de agua conlleva una considerable erosión del terreno que, con periodos esporádicos de levantamiento epirogénico, es una de las causas primarias responsables de la notable topografía de la región.
Los cuerpos de agua del escudo son una mezcla heterogénea de ríos de aguas blancas, negras y claras, con la mayoría de los afluentes inicialmente con una tendencia hacia el agua negra y clara, que posteriormente se mezclan en tramos intermedios. En las regiones densamente boscosas y en gran parte deshabitadas como los escudos y la cuenca amazónica, la topografía, el clima, la geología y la cubierta vegetal terrestre son las principales influencias en el desarrollo de la limnología ribereña. Por su origen en cuencas hidrográficas de la antigüedad, con una base muy degradada y cubierta de bosques, los ríos del escudo tienden a ser pobres en nutrientes, con niveles muy bajos de sólidos en suspensión y alcalinidad, pero cantidades relativamente altas de sílice disuelta. Las calizas y los evaporados están completamente ausentes en el macizo, por lo que los ríos están influenciados en gran medida por la meteorización primaria de granitoides félsicos ricos en sílice, que son el tipo de roca dominante. Las concentraciones principales de iones y nutrientes se encuentran en el tronco primario del Orinoco.

## Ecología

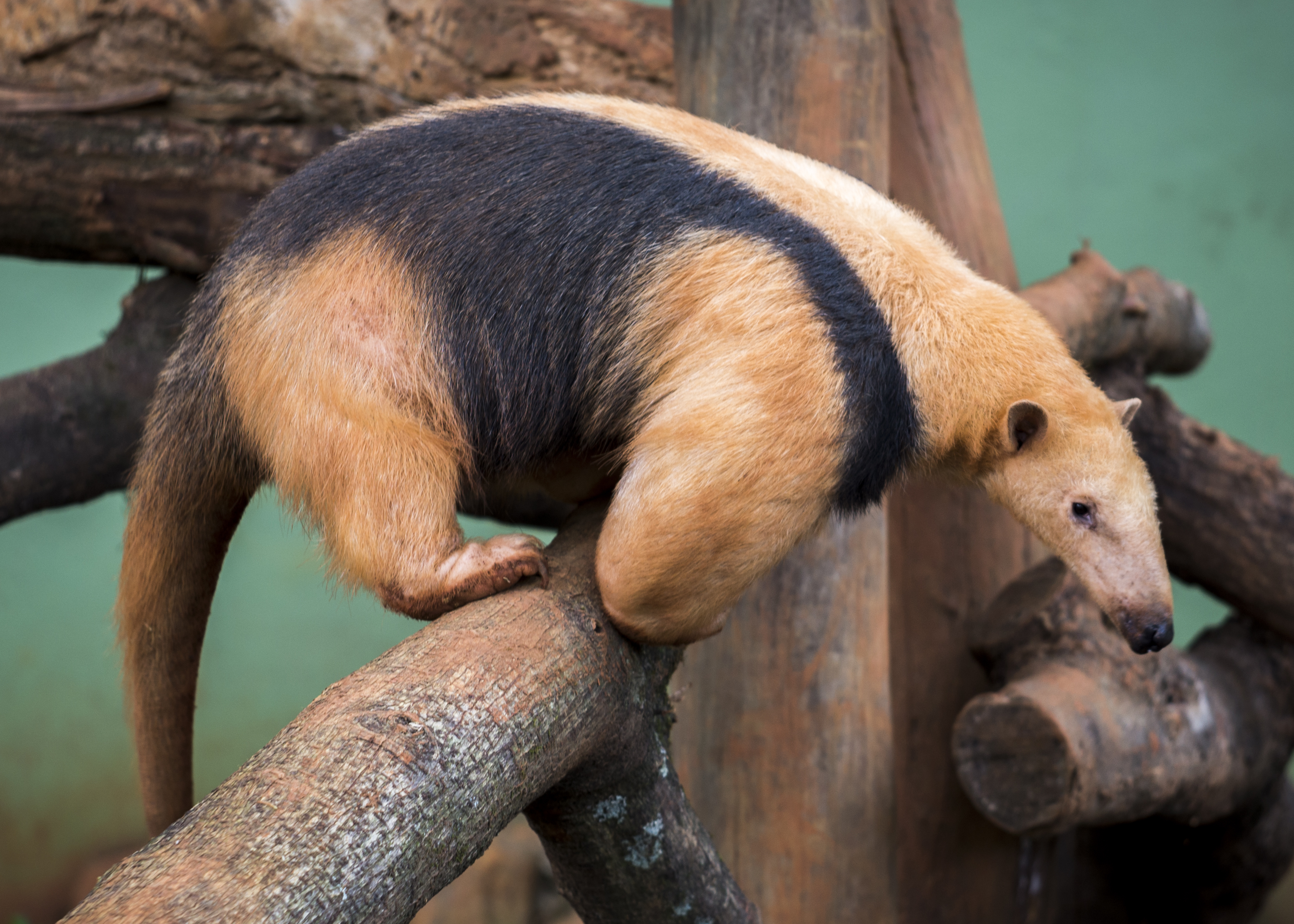
Los osos meleros (Tamandua tetradactyla) son habitantes del escudo guayanés.

Le región se caracteriza por una vegetación densa de bosque tropical, aunque algunas zonas sureñas de Venezuela y Guyana presentan un bioma de sabana. El escudo guayanés es una de las regiones con mayor biodiversidad del mundo, con gran cantidad de especies endémicas. La región alberga más de 3000 especies de vertebrados: 1168 peces de agua dulce, 269 anfibios (54 % endémicos), 295 reptiles (29 %), 1004 aves (7,7 %) y 282 mamíferos (11 %).
En cuanto a la flora, hay aproximadamente 12 500 especies de flores actualmente conocidas en el macizo (excluyendo Brasil y Colombia). Además, la zona venezolana incluye 682 especies de helechos, mientras que hay 629 especies en las tres Guayanas. Se estima que la superposición de estas dos áreas es del 73 %, por lo que se prevé que el número total de helechos sea cercano a los 900 (sin incluir las partes brasileña y colombiana del escudo). Así, una  estimación conservadora del número total de especies de Tracheophyta es de entre 13 500 y 14 500 especies. El 43 % de las plantas son endémicas de esta ecorregión.
En cuanto a especies invasoras, según recientes investigaciones, aunque los ecosistemas de las tierras altas de Guayana siguen siendo vibrantes, se han documentado cuestiones emergentes, incluida una planta invasora conocida en otros lugares (Poa annua) y una de las malas hierbas más agresivas (Polypogon elongatus) así como bacterias fecales infecciosas Helicobacter pylori.

## Economía
La economía de la región es principalmente extractiva: de los bosques salen valiosas maderas para ebanistería, balata, chicle, vainilla, insecticidas y plantas medicinales. Pese a la dificultad de acceso a las Tierras altas y su densa vegetación, de las rocas cristalinas se extraen una gran cantidad de minerales, además de oro y diamantes. Del mismo modo, la sierra de Imataca de Venezuela es una fuente importante de mineral de hierro. Gracias a los recursos naturales el estado Bolívar tuvo un desarrollo económico, siendo su municipio más poblado, Ciudad Guayana, un núcleo de la industria hidroeléctrica y siderúrgica.

### Riesgos medioambientales
El Programa de las Naciones Unidas para el Desarrollo describe la ecorregión del macizo de Guayana como de «importancia regional y mundial» y alberga una variedad de ecosistemas y «especies clave de biodiversidad». La zona representa el 18 % del carbono de los bosques tropicales y el 20 % del agua dulce del mundo, lo que le permite capturar grandes cantidades de dióxido de carbono. Dada la economía que depende en gran medida de las industrias extractivas y las reservas de petróleo descubiertas durante el siglo XXI, el escudo presenta un riesgo debido medioambiental ante la incapacidad de las agencias ambientales para monitorear de manera efectiva las operaciones dentro de su área.
Uno de los principales riesgos radica en la minería ilegal de oro, que provoca degradación forestal al emplear mercurio para su obtención, dejando la tierra yerma e incapaz de sustentar más la flora y fauna. A pesar de que la contaminación no es excesivamente elevada, las industrias extractivas han afectado a grandes extensiones de agua dulce y suelo del escudo, además de a las tribus indígenas que, a menudo dependen completamente del entorno para su subsistencia en relación con la pesca, la caza y la siembra.

## Disputas territoriales

Mapa del escudo guyanés.

Las Tierras altas contienen cantidades comerciales de manganeso, níquel, bauxita, diamantes, oro y hierro, con algunos de los depósitos más grandes de mineral de hierro de grado alto en el mundo. Estos recursos son responsables de la disputa fronteriza en curso entre Venezuela y Guyana. Esta incluye la parte más oriental de las Tierras altas (tres quintas partes del territorio de Guyana), cuando los neerlandeses cedieron el control de las tierras al oeste del Río Esequibo a la Guayana británica. La pretensión venezolana se apoya en una serie de misiones que tuvieron lugar en el siglo XVIII a lo largo de los principales ríos y arroyos de la zona, pero que fueron destruidas como consecuencia de las guerras de independencia y las medidas anticlericales de los gobiernos republicanos. El reclamo y la posesión actual de Guyana, no reconocida por Venezuela, surgen de la presencia británica allí desde la década de 1840 y una decisión arbitral de 1899 a su favor. En 1962 Venezuela presentó documentos históricos para rechazar dicha decisión.
En la década de 1990, el conflicto se intensificó y las Naciones Unidas designaron a un encargado para mediar en una solución. La antigua colonia holandesa de Surinam se unió al conflicto en el año 2000 con reclamos sobre un área potencialmente rica en petróleo del territorio de Guyana. El conflicto no se había resuelto a fines de 2007 y las Naciones Unidas continuaron actuando como mediadores. La mayoría de los habitantes de la región son de ascendencia indígena y afroguyanesa. Aunque Venezuela ha tratado de reclutar a estos residentes para su causa, muchos hablan inglés y se han integrado más a Guyana.